# Shoot Speed (More Dirty Hits)
«Shoot Speed (More Dirty Hits)» — сборник хитов шотландского музыкального коллектива Primal Scream, выпущенный 24 марта 2004 года.

## Об альбоме
В сборник вошли наиболее значимые композиции с синглов и альбомов группы Primal Scream, не попавшие на предыдущую подборку хитов Dirty Hits. В отличие от предыдущей компиляции, на пластинке Shoot Speed (More Dirty Hits) собраны преимущественно композиции с ранних альбомов Primal Scream.

## Список композиций
1. «When the Kingdom Comes» — 4:23
2. «Star» — 4:23
3. «Velocity Girl» — 1:27
4. «Ivy Ivy Ivy» — 3:02
5. «City» — 3:21
6. «Don’t Fight It, Feel It» — 4:09 (7" edit)
7. «Medication» — 3:52
8. «All Fall Down» — 2:11
9. «Come Together» — 4:22 (Terry Farley mix)
10. «Screamadelica» — 10:42
11. «So Sad About Us» — 4:10
12. «Revenge of the Hammond Connection» — 3:32
13. «I’m Losing More Than I’ll Ever Have» — 5:07
14. «Gentle Tuesday» — 3:46
15. «MBV Arkestra (If They Move Kill 'em)» — 6:42
16. «Darklands» — 6:10
17. «Imperial» — 3:37
18. «Jesus» — 3:41

## Участники записи
- Primal Scream:
  - Бобби Гиллеспи — вокал
  - Роберт Янг — гитара
  - Эндрю Иннес — гитара
  - Мартин Даффи — клавишные
  - Даррин Муни — ударные
  - Гари Маунфилд — бас-гитара
- Brendan Lynch — продюсер
- Sister Anne — продюсирование («Ivy Ivy Ivy», «I’m Losing More Than I’ll Ever Have»)
- Kevin Shields — продюсирование («City»)
- Andrew Wetherall, Hugo Nicholson — продюсирование («Don’t Fight It, Feel It», «Screamadelica»)
- Joseph Foster — сопродюсер («All Fall Down»)
- Terry Farley — продюсирование, ремикширование («Come Together»)
- James Williamson — продюсирование («So Sad About Us»)
- Pete Townshend — текст («So Sad About Us»)
- Mayo Thompson — продюсирование («Gentle Tuesday»)
- Reid — текст («Darklands»)
- Clive Langer, Colin Fairly — продюсирование («Imperial»)
- Nobuhico Kitamura, Hysteric Glamour — дизайн, оформление